# Mauthausen
Mauthausen mezőváros Ausztria, felső-ausztriai tartományban. Linztől 20 km-re található keletre. A második világháború alatt a város mellett épült meg a mauthauseni koncentrációs tábor.

## Történelme

### Az őskorban és az ókorban
Régészeti ásatások során feltárták, hogy a város területén, az újkőkorszakban egy kisebb település állt közel a folyóhoz. Később, a Római Birodalom idején kereskedelmi útvonalak találkozópontja volt. Az egyik nyugatról keletre futott a római határ felé, míg a másik, régebbi út északra, Csehország és Morvaország felé tartott.

### A középkorban
A 10. században bevezetett útadó beszedésére adószedő házat alapítottak az útkereszteződésnél, amely körül valószínűleg igen hamar kialakult a település. 1192-ben történik első említése hivatalos okmányban (Muthusin). Az okmány szerint virágzó város volt, saját jogrendszerrel és alacsonyabb szintű bírósággal. 1335-ben saját „szabad piacot” létesítettek.

### 20. század

#### Az első világháborúban
Az első világháború alatt hadifogolytábort létesítettek a várostól keletre, ahol orosz, szerb, de főleg olasz katonákat tartottak fogságban. (Volt amikor egyszerre 40 000 embert is.) A foglyok közül legalább 9000 hunyt el a rabságban. Az ő emlékükre háborús temetőt nyitottak meg a városban.

#### 1934
A város tiltakozott az ellen, hogy Ausztriát Németországhoz csatolják. A munkáscsaládok és szociáldemokraták egyesített ereje meghatározó erőnek bizonyult a Dollfuß-rendszer erőivel szemben, ezért Engelbert Dollfuß a Schutzbund 300 tagját küldette a városhoz, de amikor azok február 16-án odaérkeztek nem találtak sem fegyvereket, sem lázongásra utaló jeleket.

#### A második világháborúban
Az Ernst Kaltenbrunner utasítására létrehozott koncentrációs táborba – melyet a várostól nyugatra állítottak fel – 1938 és 1945 között mintegy 200 000 embert internáltak. A Mauthausen-Gusen névre keresztelt táborban közel 3500 zsidót öltek meg a gázkamrákban és további 110 000 ember halt meg az embertelen körülmények miatt.

#### Árvizek
A várost és környékét kétszer is (1954 és 2002) elárasztotta a Duna.

## Politikai és társadalmi élete
A város jelenlegi polgármestere Thomas Punkenhofer szociáldemokrata párti (SPÖ) politikus.

### A Városi Tanács
A tanács 31 tagból áll. 2009-ben az alábbi bontás szerint:
- Szociáldemokrata Párt (SPÖ): 17 mandátum (52,81%)
- Néppárt (ÖVP): 8 mandátum (26,71%)
- Osztrák Szabadságpárt (FPÖ): 4 mandátum (12,62%)
- Zöldek (Grüne): 2 mandátum (7,85%)

### Demográfiai adatok
1991-es népszámlálási adatok szerint a város lakossága 4403 fő volt. 2001-re ez a szám már 4850-ra emelkedett, 2005 végén pedig 4926-ra.

### Híres szülöttei
- Erwin Buchinger (1955), osztrák politikus (SPÖ)
- Werner Raffetseder (1955), író és művész
- Alexander Nerat (1973), osztrák politikus (FPÖ)
- Michael Strugl (1963), osztrák politikus (ÖVP)
- Leopold Wandl (1923), író, költő
- Brigitte Wohlmuth (1945), osztrák politikus (SPÖ)

## Fordítás
- Ez a szócikk részben vagy egészben a Mauthausen című német Wikipédia-szócikk ezen változatának fordításán alapul.  Az eredeti cikk szerkesztőit annak laptörténete sorolja fel. Ez a jelzés csupán a megfogalmazás eredetét és a szerzői jogokat jelzi, nem szolgál a cikkben szereplő információk forrásmegjelöléseként.